# 射香火
射香火
是清代满族射箭游戏。清代昭琏《啸亭杂录》记载“有于暮夜悬香火与空中而射，则更难，然皆巧也，非力也。”满人射箭，清初时，习用三尺长箭，五寸巨镞，用八力强弓。一力相当于九斤十二两，八力则七十八斤力，总其名曰"透甲锥"。这种弓箭穿透力强，能连贯二人而有余力。至射香火，则完全出之以嬉戏，是用巧而非用力。